# Пржевальская средняя школа
Пржева́льская сре́дняя шко́ла (полное официальное название: Муниципа́льное образова́тельное учрежде́ние Пржева́льская сре́дняя о́бщеобразова́тельная шко́ла) — единственная школа в посёлке Пржевальское.
В 2009 году Пржевальская средняя школа отмечала свой 70-летний юбилей. Её открытие в 1939 году ознаменовало новый этап в развитии образования в Слободе (название посёлка Пржевальское до 1964 года).

## Образование во 2-й пол. XIX — 1-й пол. XX вв
Свои истоки сельское просвещение берет ещё в 70-х годах XIX столетия, когда появилась первая школа в с. Слобода. Тогда она называлась двухклассным Министерским Народного Просвещения училищем. Дореволюционное школьное здание было построено за счёт средств Министерства Просвещения. Было пять отделений: три в первом классе и два во втором. В школе было всего три учителя: один — для первого отделения, второй — для второго и третьего, третий — для четвёртого и пятого. В школе имелось всего пять комнат. Из них три отводились для пяти отделений, в одной жил учитель, и небольшая комната отводилась под канцелярию (то есть учительскую). Классная комната занимала площадь около 40 квадратных метров и имела четыре окна.
Отметим, что в конце XIX — начале XX вв. на территории Слободской волости при каждой церкви на средства прихожан были открыты церковно-приходские школы.
После революции 1917 года произошли некоторые перемены: была упразднена церковно-приходская школа, из преподавания устранялся Закон Божий, училище было преобразовано в начальную школу. Но революция не помешала развитию образования в Слободе. Скорее наоборот. Открывались новые школы, а Слободская начальная школа в 1919 году стала 7-летней.
В 1930 году в Слободе было введено обязательное начальное образование. А через 9 лет — среднее образование, когда в 1939 году была открыта Слободская средняя школа. В первые годы существования школы было два 8-х класса. В них училось до 80 человек. Многие учащиеся пришли из недавно открытых 7-леток. В школе имелась библиотека с небольшим количеством художественной литературы. Учебников катастрофически не хватало. Школьный буфет почти не работал.

## История Пржевальской школы

### Создание
В 1938 году было принято решение и об открытии в Слободе средней школы. Тогда же силами местных и приглашённых из Велижа рабочих начали строить для неё новое двухэтажное здание. К сентябрю 1939 года школа открылась. С 1939 до середины 1941 года директорами школы были: Павел Трофимович Виноградов, Яков Григорьевич Григорьев и Василий Тимофеевич Зайцев. В новую школу прибыли молодые учителя. Учёба в средней школе была платной.

### Послевоенное время
До марта 1946 г. школа два года располагалось в соседней деревне. Из д. Ельша сюда перевезли здание из шести комнат, приспособленных под четыре класса, учительскую и небольшую квартиру директора. Остальные классы размещались в арендованных помещениях. В 1946 году в Слободе заново открыли школу. Дети обучались в ней в две смены. Директором средней школы стал Фёдор Терентьевич Смирнов, его в 1947 году сменил Иван Яковлевич Моисеенко, имевший высшее образование.
Учительский состав старался преподать ученикам нужные знания. Результаты их труда не замедлили сказаться. В 1948 году было 11 выпускников, из них два медалиста: Евгения Трубилина (ныне Гавриленкова Е. П.), окончившая школу с золотой медалью, и Вера Краснова — с серебряной. Немного не дотянул до медали из-за существовавших в то время требований Василий Гавриленков, окончивший школу на одни пятёрки.
Все выпускники 1948 года получили затем высшее образование.
Конец 40-х-50-е годы ознаменовались значительными положительными сдвигами в развитии школы. К 1 сентября 1948 года было построено здание на три класса, где разместилась часть начальной школы, а в 1950 году на месте сгоревшего в войну здания школы было построено новое, 2-этажное. Новостройке через ОблОНО было выделено положенное учебное оборудование. Несколько позднее школа получила электродвижок и радиоузел. Теперь раз в неделю проводились школьные радиопередачи, получившие затем название «Бригантина».
В первой половине 50-х годов были построены школьные мастерские на три помещения, а в 1958 году начато строительство школьного интерната.
На пришкольном участке и в плодопитомнике выращивались картофель, другие овощи, клубника. Выращенное продавалось, а деньги шли в фонд помощи остронуждающимся детям.
В связи с появлением школьного интерната, где размещалось около 50 человек несколько снизился отсев учащихся, весьма значительный в середине 50-х.
А за хорошую организацию интерната Облисполком наградил школу трактором Т-28. Однако по-прежнему школа не имели помещений, материальной базы. Повсюду искали оборудование, специалистов.
В 60-е годы отмечается повышение успеваемости. В это время всё больше учащихся поступает в высшие учебные заведения (по этому показателю школа занимала 1-е место в районе). Всё больше выпускников награждается золотыми и серебряными медалями. И вот уже на протяжении многих 10-летий школа может поистине гордиться своими выпускниками и учителями, учившими их.

## Современная школа
Сегодня школа расположена в новом типовом здании, построенном в 1980 году.
В школе есть столовая, в которой имеется 120 посадочных мест.
Имеется овощехранилище.
Школа имеет учебно-опытный участок площадью 55 га. Для его обработки используются три трактора. Имеется грузовой автомобиль.
В целях оздоровления детей, как в учебное время, так и в летний период при школе организуются лагеря с дневным пребыванием детей.
В школьной мастерской имеются 8 станков для обработки дерева и металла. В кабинете обслуживающего труда — 15 швейных машин. Создан информационный центр.
Школа работает по кабинетной системе.
Полностью оборудованы кабинеты физики, химии, биологии, литературного краеведения, 2 кабинета математики, 3 кабинета начальных классов, кабинет сельхозмашин, логопедии, историко-художественно-этнографический музей, зал для занятий хореографией, четыре мастерских, два спортивных зала, комплексная спортивная и игровая площадки, стрелковый тир.

## Интересные факты
Старейшее из светских учебных заведений Смоленска также носит имя Николая Михайловича Пржевальского.